# Poikasaari (ö i Norra Savolax, Inre Savolax)
Poikasaari är en ö i Finland. Den ligger i sjön Hirvijärvi och i kommunen Tervo i den ekonomiska regionen  Inre Savolax ekonomiska region  och landskapet Norra Savolax, i den centrala delen av landet, 300 km norr om huvudstaden Helsingfors. Öns area är 0,6 hektar och dess största längd är 120 meter i öst-västlig riktning.